# Gare de Luzy
La gare de Luzy est une gare ferroviaire française de la ligne de Nevers à Chagny, située sur la commune de Luzy, dans le département de la Nièvre, en région Bourgogne-Franche-Comté.
Elle est mise en service en 1867, par la Compagnie des chemins de fer de Paris à Lyon et à la Méditerranée (PLM).
C'est une gare de la Société nationale des chemins de fer français (SNCF), desservie par des trains TER Bourgogne-Franche-Comté.

## Situation ferroviaire
Établie à 275 mètres d'altitude, la gare de Luzy est située au point kilométrique (PK) 82,373 de la ligne de Nevers à Chagny entre les gares ouvertes de Cercy-la-Tour et d'Étang-sur-Arroux. En direction de Cercy, s'intercalent les gares fermées d'Avrée, Rémilly - Saint-Honoré-les-Bains et Fours, et en direction d'Étang, s'intercalent les gares fermées de Millay et de Saint-Didier-sur-Arroux.

## Histoire
La gare de Luzy est mise en service le 16 septembre 1867 par la Compagnie des chemins de fer de Paris à Lyon et à la Méditerranée (PLM), lorsqu'elle ouvre à l'exploitation la section de Cercy-la-Tour à Montchanin, de sa ligne de Nevers à Chagny.
Faute de clients, le guichet ferme en 2019.

## Service des voyageurs

### Accueil
Gare SNCF, elle dispose d'automates pour l'achat de titres de transport TER ; le bâtiment voyageurs est fermé.

### Desserte
Luzy est desservie par des trains TER Bourgogne-Franche-Comté de la relation de Dijon-Ville à Nevers.

### Intermodalité
Un parc pour les vélos et un parking sont aménagés à ses abords.
Elle est desservie par des cars du réseau Mobigo.

### Fréquentation
En 2022, la gare a été fréquentée par 35 713 voyageurs, fréquentation en hausse par rapport à l'année 2021, qui était de 27 943 voyageurs mais également l'année 2020 qui était de 18 613 voyageurs .